# Sant Joan de Juncosa
Sant Joan de Juncosa és una església de Juncosa (Garrigues) inclosa a l'Inventari del Patrimoni Arquitectònic de Catalunya.

## Descripció
Es troba fora del nucli urbà a un quilòmetre aproximadament del poble i ubicada dins d'una roca. És una petita ermita de planta quadrada, tota ella feta de grans carreus desiguals però ben escairats. L'entrada és una porta allindanada, flanquejada a la dreta per una petita finestra i a l'esquerra, per una creu. Al seu interior hi ha un altar dedicat a Sant Joan apòstol i evangelista amb un gran nombre de relíquies. Davant l'ermita hi ha una plana, coberta parcialment per la roca, on temps enrere s'hi celebrava un aplec el dia de sant tutelar.

## Història
Es pensa que ja hi havia algun temple en temps preromans, aleshores s'hi feien cultes relacionats amb les aigües i les roques. La primera notícia documentada, però, és ja de finals del segle XVI-XVII. Hi ha diverses llegendes que ens parlen del paratge. Una ens explica que l'aigua que brolla al costat de l'ermita guareix de qualsevol mal de vista o fins i tot de ceguesa. De fet, es tradició quan es va a l'ermita, rentar-se els ulls com a protecció.
Una altra llegenda local explica que els musulmans van situar a Juncosa el centre de l'univers conegut, i hi volien construir la mesquita mes gran del món; allà hi tenien una enorme campana d'or massís. Les tropes cristianes reconqueriren la zona abans de la construcció del temple. Els musulmans volien emportar-se la campana però al haver de marxar, no van poder i decidiren d'enterrar-la. Encara avui ningú no l'ha trobada.
D'ençà que és propietat privada no s'hi han tornat a celebrar cap tipus d'aplec o altres actes.